# Kanton Gençay
Der Kanton Gençay war bis 2015 ein französischer Wahlkreis im Arrondissement Montmorillon, im Département Vienne und in der Region Poitou-Charentes; sein Hauptort war Gençay. Vertreter im Generalrat des Départements war zuletzt von 1982 bis 2015 Arnaud Lepercq (UMP). 
Der Kanton Gençay war 326,89 km² groß und hatte 7.619 Einwohner (Stand: 1999), was einer Bevölkerungsdichte von rund 23 Einwohnern pro km² entsprach. Er lag im Mittel 139 Meter über Normalnull. Sein niedrigster (99 m) und sein höchster Punkt (195 m) lagen jeweils in Champagné-Saint-Hilaire.

## Gemeinden
Der Kanton bestand aus zehn Gemeinden:
| Gemeinde                 | Einwohner Jahr | Fläche km² | Bevölkerungsdichte | Code INSEE | Postleitzahl |
| ------------------------ | -------------- | ---------- | ------------------ | ---------- | ------------ |
| Brion                    | 251 (2013)     | 16,08      | 16 Einw./km²       | 86038      | 86160        |
| Champagné-Saint-Hilaire  | 983 (2013)     | 46,36      | 21 Einw./km²       | 86052      | 86160        |
| Château-Garnier          | 632 (2013)     | 35,89      | 18 Einw./km²       | 86064      | 86350        |
| La Ferrière-Airoux       | 339 (2013)     | 27,22      | 12 Einw./km²       | 86097      | 86160        |
| Gençay                   | 1.733 (2013)   | 4,74       | 366 Einw./km²      | 86103      | 86160        |
| Magné                    | 660 (2013)     | 20,01      | 33 Einw./km²       | 86141      | 86160        |
| Saint-Maurice-la-Clouère | 1.275 (2013)   | 39,6       | 32 Einw./km²       | 86235      | 86160        |
| Saint-Secondin           | 551 (2013)     | 38,14      | 14 Einw./km²       | 86248      | 86160        |
| Sommières-du-Clain       | 802 (2013)     | 26,21      | 31 Einw./km²       | 86264      | 86160        |
| Usson-du-Poitou          | 1.301 (2013)   | 72,64      | 18 Einw./km²       | 86276      | 86350        |